# Clistoabdominalis colophus
Clistoabdominalis colophus är en tvåvingeart som beskrevs av Skevington 2001. Clistoabdominalis colophus ingår i släktet Clistoabdominalis och familjen ögonflugor. Inga underarter finns listade i Catalogue of Life.